# Huize Kruisvoorde
Huize Kruisvoorde is een monumentaal landhuis in de Gelderse plaats Twello.
Oorspronkelijk was "Huize Kruisvoorde" een havezate. Halverwege de 16e eeuw was Andries van Mermuden de eigenaar van Kruisvoorde, dat ook wel Crusefort, Cruystenvoorde of Cruysvoorde werd genoemd. Dat bouwwerk werd, aldus de informatie van oudheidkundige kring Voorst, in 1572 geplunderd en "gans dakloos gemaect". Een deel van het gebouw aan de achterzijde dateert nog uit de 16e eeuw. Later deed het gebouw dienst als ambtswoning voor diverse schouten van het schoutambt Voorst, zoals leden van de geslachten Daendels en Everts. In de 18e eeuw werd de voorvleugel aan het gebouw toegevoegd. In de 19e eeuw werd het gebouw van een pleisterlaag voorzien, die in het begin van de 20e eeuw weer werd verwijderd. De vierkante toren aan de noordoostzijde werd in het begin van de 20e eeuw toegevoegd. Deze toren werd op 12 april 1945, bij de bevrijding door de Canadese troepen, door een granaat getroffen. Het gebouw werd licht beschadigd. Kruisvoorde werd in 1971 ingeschreven als rijksmonument in het monumentenregister. De roedenverdeling van de vensters is van recenter datum (1976).
Een van de leden van het geslacht Everts - de majoor Alexandre Gustave Everts - bewoonde een villa aan de 's-Gravelandseweg in Hilversum, die hij vernoemde naar het familiebezit in Twello. Deze villa Kruisvoorde is erkend als een gemeentelijk monument in Hilversum.